# 스완 송 레코드
스완 송 레코드(Swan Song Records)는 1974년 5월 10일 영국의 록 밴드 레드 제플린이 발매한 음반 레이블이다. 레드 제플린의 매니저인 피터 그랜트에 의해 감독되었고 밴드가 자신의 제품을 홍보할 수 있는 매개체였을 뿐만 아니라 다른 주요 레이블과의 계약을 따내기 어렵다는 것을 알게 된 서명 아티스트들도 있었다. 레이블을 출시하기로 한 결정은 1973년 말 레드 제플린의 5년 계약이 만료된 후에 이루어졌다. 레이블을 출시하기로 한 결정은 비록 애틀랜틱이 궁극적으로 음반사의 제품을 유통시켰지만, 1973년 말에 레드 제플린의 애틀랜틱 레코드와의 5년 계약이 만료된 후에 이루어졌다.

## 같이 보기
- 레드 제플린